# Rolls-Royce Trent 800
Rolls-Royce Trent 800 er en høj-bypass turbofanemotor, der udviklet fra RB211 og er en del af familien af Trentmotorer. Den var designet til at blive brugt på Boeing 777 og har sikret ordrer for 40 % af det tilgængelige marked. Den er tilgængelig fra 75.000-95.000 punds (333.6 kN-422.5 kN) jetkraft med en fælles motorstandard, og har dermed det bredeste udvalg af enhver motor i sin klasse. Det er den letteste motor på 777, og er 8.000 lb (35.5 kN) lettere end med GE90, 5.400 pund lettere end med PW4090 og 6.500 pund lettere end med PW4098-motorerne.